# Жуніньйо Пауліста
Жунінью Пауліста (порт. Juninho Paulista, нар. 22 лютого 1973, Сан-Паулу) — бразильський футболіст, півзахисник. По завершенні ігрової кар'єри — спортивний функціонер.

## Клубна кар'єра
Народився 22 лютого 1973 року в місті Сан-Паулу. Вихованець футбольної школи клубу «Ітуано».
У дорослому футболі дебютував 1993 року виступами за команду клубу «Сан-Паулу», в якій провів два сезони, взявши участь у 44 матчах чемпіонату. За цей час виборов титул володаря Кубка КОНМЕБОЛ, ставав переможцем Рекопи Південної Америки.
Протягом 1995–1997 років захищав кольори команди клубу «Мідлсбро».
Своєю грою за останню команду привернув увагу представників тренерського штабу клубу «Атлетіко», до складу якого приєднався 1997 року. Відіграв за мадридський клуб наступні три сезони своєї ігрової кар'єри.
Згодом з 1999 по 2002 рік грав на правах оренди у складі «Мідлсбро», «Васко да Гама» та «Фламенго», після чого на правах вільного агента повернувся у «Мідлсбро», провівши там два сезони.
З 2004 по 2008 рік грав у складі «Селтіка», «Палмейраса», «Фламенго» та «Сіднея».
Завершив професійну ігрову кар'єру у клубі «Ітуано», який недовго виступав протягом 2010 року.

## Виступи за збірну
1995 року дебютував в офіційних матчах у складі національної збірної Бразилії. Протягом кар'єри у національній команді, яка тривала 9 років, провів у формі головної команди країни 49 матчів, забивши 5 голів.
У складі збірної був учасником розіграшу Кубка Америки 1995 року в Уругваї, де разом з командою здобув «срібло», розіграшу Кубка Конфедерацій 1997 року у Саудівській Аравії, здобувши того року титул переможця турніру, розіграшу Кубка Америки 2001 року у Колумбії та чемпіонату світу 2002 року в Японії і Південній Кореї, здобувши того року титул чемпіона світу.

## Статистика
| Збірна Бразилії | Збірна Бразилії | Збірна Бразилії |
| Роки            | Ігри            | Голи            |
| --------------- | --------------- | --------------- |
| 1995            | 15              | 2               |
| 1996            | 0               | 0               |
| 1997            | 9               | 0               |
| 1998            | 0               | 0               |
| 1999            | 1               | 0               |
| 2000            | 3               | 1               |
| 2001            | 11              | 1               |
| 2002            | 9               | 1               |
| 2003            | 1               | 0               |
| Загалом         | 49              | 5               |

## Титули і досягнення

### Командні
- Володар Кубка Футбольної ліги (1):

«Мідлсбро»: 2004
- Володар Кубка Лібертадорес (1):

«Сан-Паулу»: 1993
- Володар Міжконтинентального кубка (1):

«Сан-Паулу»: 1993
- Володар Кубка КОНМЕБОЛ (1):

«Сан-Паулу»: 1994
- Переможець Рекопи Південної Америки (1):

«Сан-Паулу»: 1994
- Володар Кубка Конфедерацій (1):

Бразилія: 1997
- Чемпіон світу (1):

Бразилія: 2002
- Бронзовий олімпійський призер: 1996
- Срібний призер Кубка Америки: 1995

### Особисті
- Гравець місяця англійської Прем'єр-ліги: березень 1997